# Dorfkirche Hornow

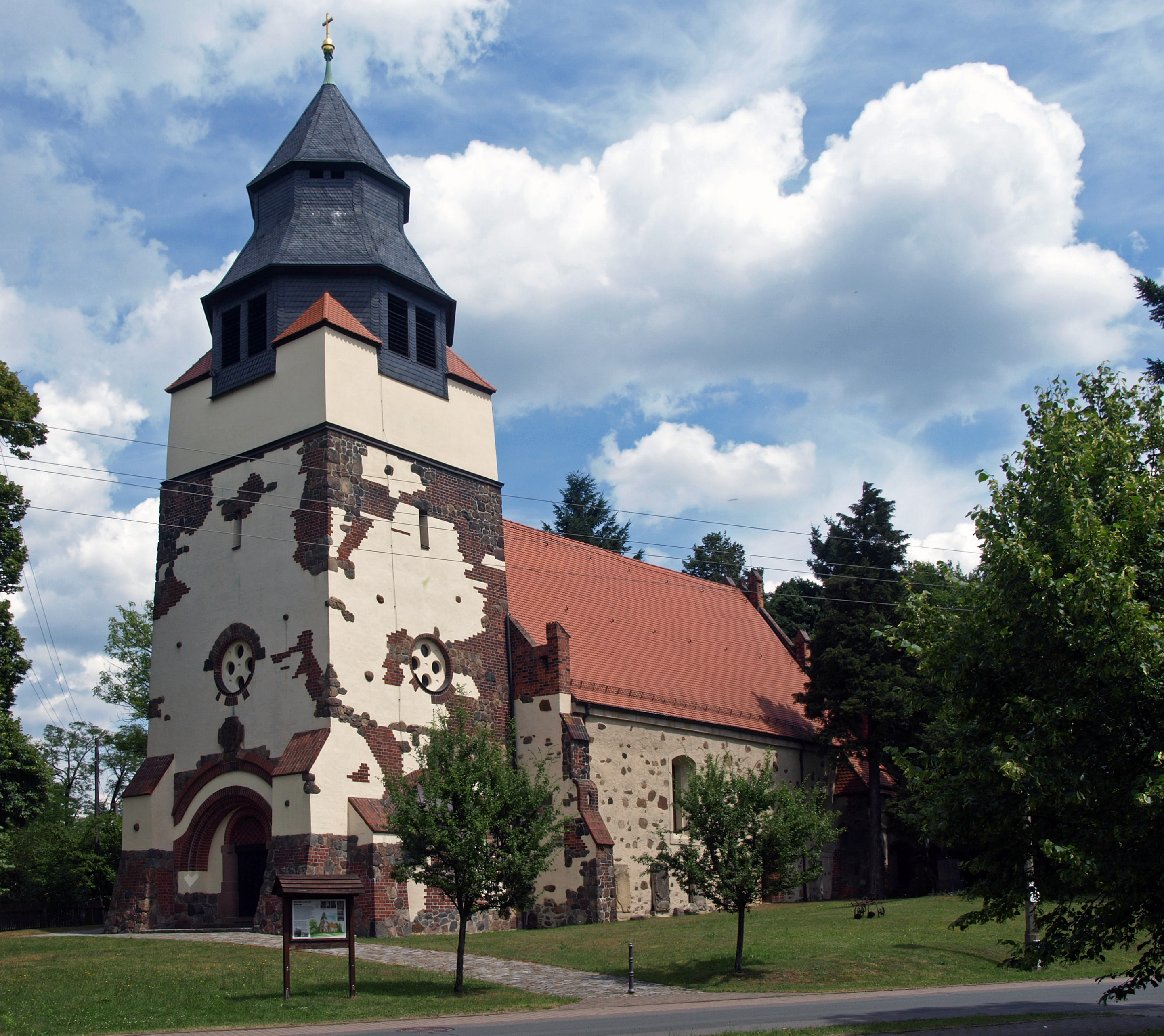
Dorfkirche St. Martin (2014)

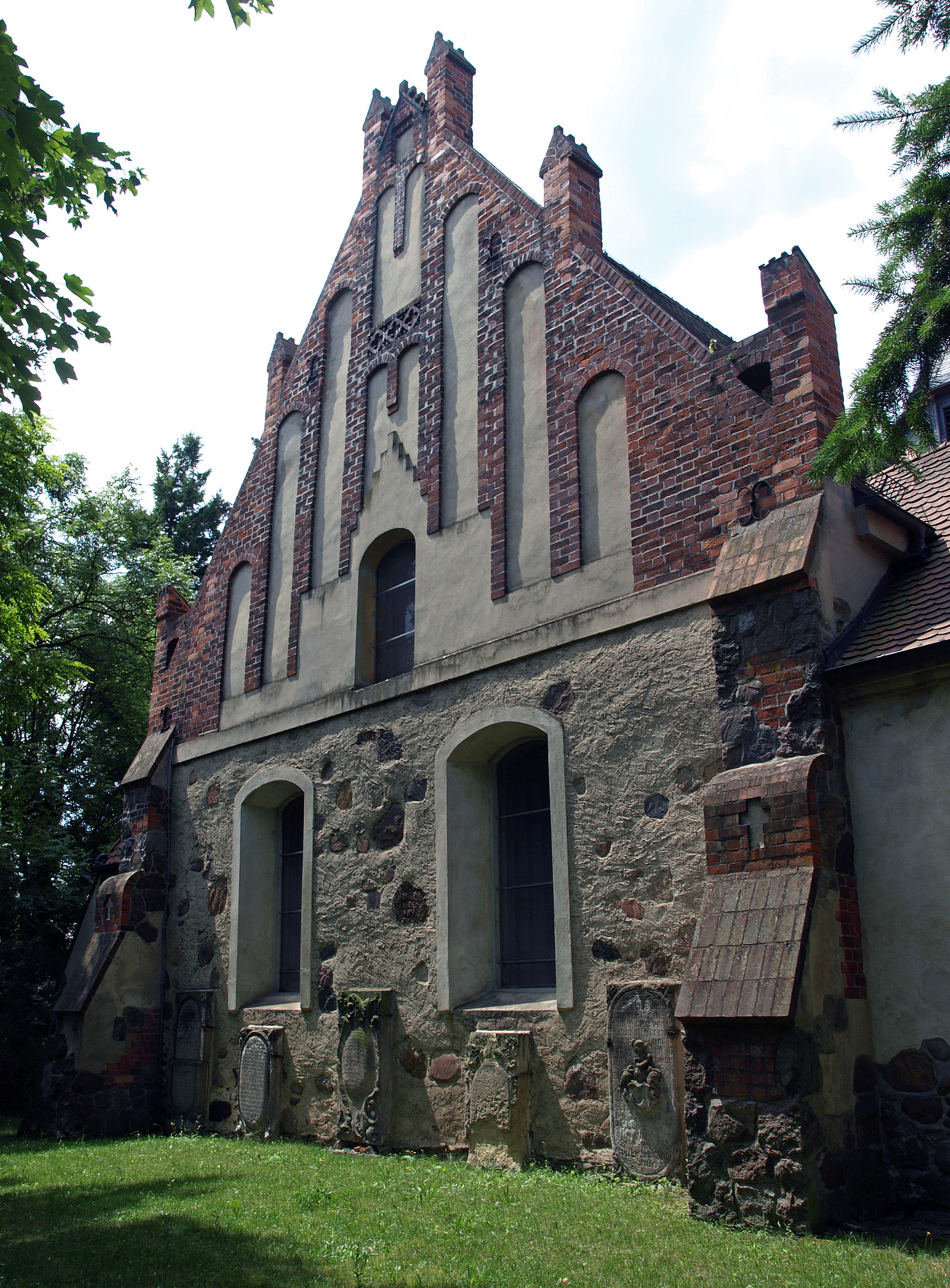
Ostschluss der Kirche (2014)

Die Dorfkirche „St. Martin“ Hornow ist das Kirchengebäude im Ortsteil Hornow der Stadt Spremberg im Landkreis Spree-Neiße in Brandenburg. Es gehört zur Kirchengemeinde Spree-Malxe-Tal im Kirchenkreis Cottbus, der Teil der Evangelischen Kirche Berlin-Brandenburg-schlesische Oberlausitz ist, und steht unter Denkmalschutz.

## Architektur und Geschichte
Ein erstes Kirchengebäude in Hornow wurde bereits in der Kopie der Kirchenmatrikel des Bistums Meißen aus dem Jahr 1495 erwähnt. Die aktuelle Dorfkirche St. Martin wurde zu Beginn des 15. Jahrhunderts als Rechtecksaal mit Mischmauerwerk aus Feldstein und Backstein errichtet. Etwa im 18. Jahrhundert erfolgte eine Sanierung der Dorfkirche, Mitte des 19. Jahrhunderts wurden die Fenster stichbogig erweitert und der Ostgiebel der Kirche erneuert. Der rechteckige Kirchturm wurde im Jahr 1902 hinzugefügt. Nördlich befindet sich ein Sakristeianbau mit Herrschaftsloge im barocken Stil.
In das Kirchspiel Hornow sind neben dem Kirchort Hornow auch die Dörfer Bohsdorf, Klein Loitz, Reuthen und Wadelsdorf eingepfarrt. Am 1. Januar 2024 schloss sich die Kirchengemeinde Hornow mit drei weiteren Kirchengemeinden zur Gesamtkirchengemeinde Spree-Malxe-Tal zusammen. Die Kirchengemeinde gehört dem Kirchenkreis Cottbus in der Evangelischen Kirche Berlin-Brandenburg-schlesische Oberlausitz an. Bis zu dessen Auflösung am 1. Januar 2020 gehörte die Kirche zum Kirchenkreis Senftenberg-Spremberg.

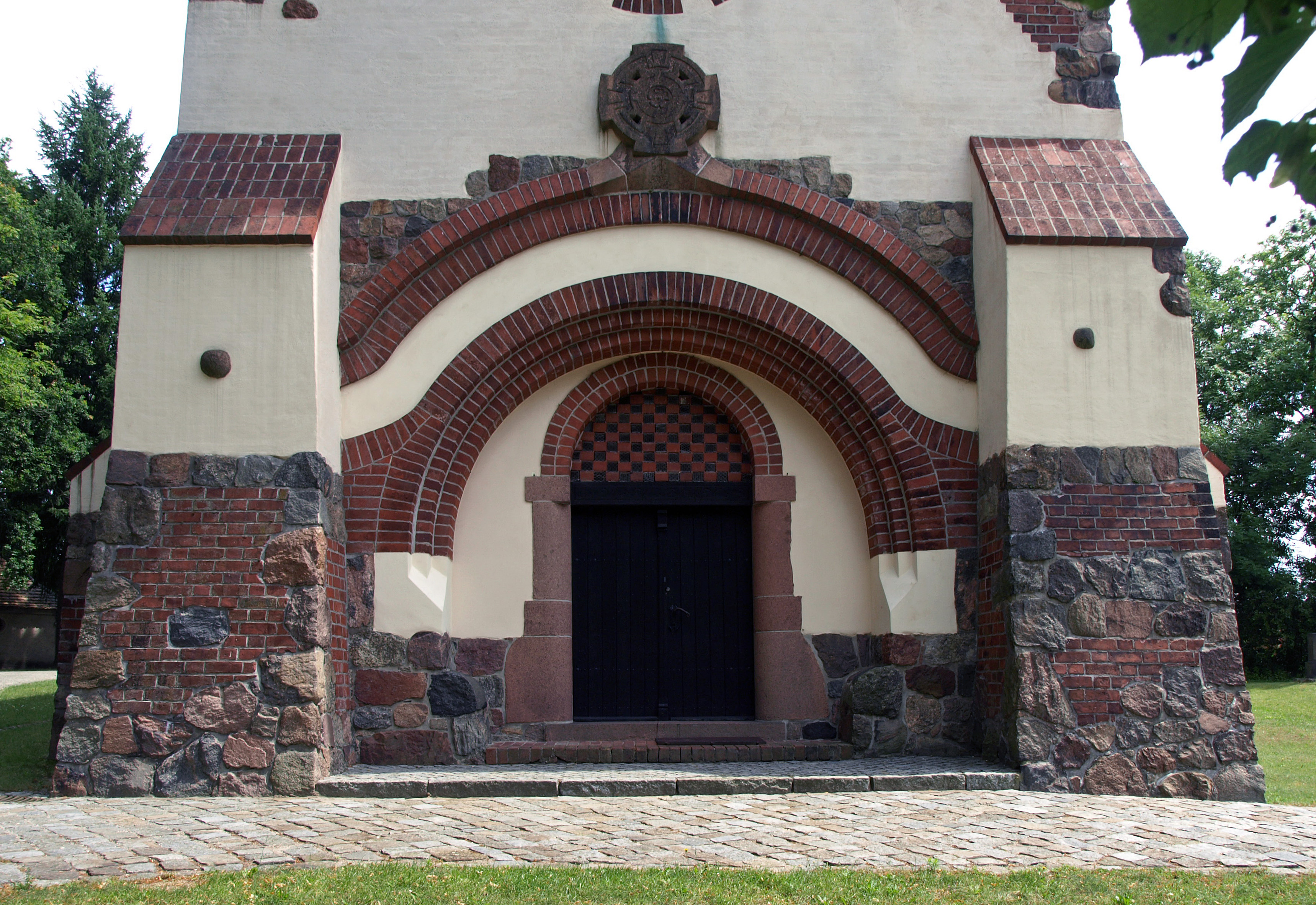
Eingangsportal

Der Altar der Kirche stammt aus dem Jahr 1588, der hölzerne Altaraufsatz ist sieben Jahre älter. Bei dem Altar handelt es sich um einen Architekturaufbau mit Beschlagwerkdekor und seitlichen Säulen. Auf dem Altar sind übereinander drei Gemälde von letztem Abendmahl, Kreuzigung Jesu und Auferstehung angeordnet. In den seitlichen Nischen verfügt er über Gemälde der Verkündigung und Christi Geburt. Als Altarwangen dienen halbierte Adler ähnlich derer in der Spremberger Kreuzkirche.
Die barocke hölzerne Taufe stammt aus der geschliffenen Dorfkirche Wolkenberg. Der hölzerne Taufengel stammt aus dem Jahr 1736 und steht unter Denkmalschutz. Er wurde 2007 überarbeitet. An Nord- und Südseite der Kirche befindet sich jeweils eine Herrschaftsempore aus dem 18. Jahrhundert.

## Orgel
Die Orgel wurde im Jahr 1883 durch den Orgelbauer Wilhelm Sauer aus Frankfurt (Oder) gefertigt. Die Disposition:
| I Manual C–g3 |    |
| Principal     | 8′ |
| Rohrflöte     | 8′ |
| Gedackt       | 8′ |
| Salicional    | 8′ |
| Oktave        | 4′ |

| Pedal C–f1 |     |
| Subbass    | 16′ |
| Violon     | 8′  |

- Koppel: I/P

## Gedenken
Die gesamte Eingangshalle der Kirche wurde zur Ehrung der gefallenen Einwohner Hornows gestaltet. Auf mehreren Wappenschildern und Bannern sind die Namen der Gefallenen aus Hornow, Wadelsdorf und Bohnsdorf aufgemalt.
Links neben dem Altar befinden sich Gedenktafeln für die Gefallenen des Deutsch-Dänischen Krieges, des Deutschen Krieges und des Deutsch-Französischen Krieges.
Auf dem Friedhof nahe der Kirche befindet sich ein Denkmal zu Ehren der im Zweiten Weltkrieg getöteten Hornower Bewohner. Die Inschrift lautet:
KINDER DES KIRCHSPIELES HORNOW DIE

OPFER DES ZWEITEN WELTKRIEGES

WURDEN

WIR GEDENKEN DER MÄNNER, DIE AUS

ALLEN TEILEN DEUTSCHLANDS KOMMEND

HIER IHRE LETZTE RUHE FANDEN

AUF DIESEM GRÄBERFELD RUHEN 1

FRANZÖSISCHER UND 86 DEUTSCHE

SOLDATEN, DIE ZWISCHEN DEM 13.4 UND

18.4.1945 IM RAUM HORNOW IHR LEBEN